# Affligem
Affligem este o comună în provincia Brabantul Flamand, în Flandra, una dintre cele trei regiuni ale Belgiei. Comuna este formată din localitățile Essene, Hekelgem și Teralfene, fiind numită după Abația Affligem situată pe teritoriul său. Suprafața totală este de 17,70 km². Comuna Affligem este situată în zona flamandă vorbitoare de limba neerlandeză a Belgiei. La 1 ianuarie 2008 comuna avea o populație totală de 12.229 locuitori. 
Abația Affligem a fost fondată în 1074, călugării acesteia producând bere cel puțin din 1574. Marca de bere Affligem este licențiată de către abație către berăria Op-Ale din comuna învecinată Opwijk, berărie deținută de către concernul Heineken care comercializează berea.

## Localități partenere
- România: Valea Chioarului, Maramureș